# Холмск-Южный
Холмск-Южный (также Холмск) — участковая железнодорожная станция Сахалинского региона Дальневосточной железной дороги. Расположена в одноименном городе в Сахалинской области.

## История

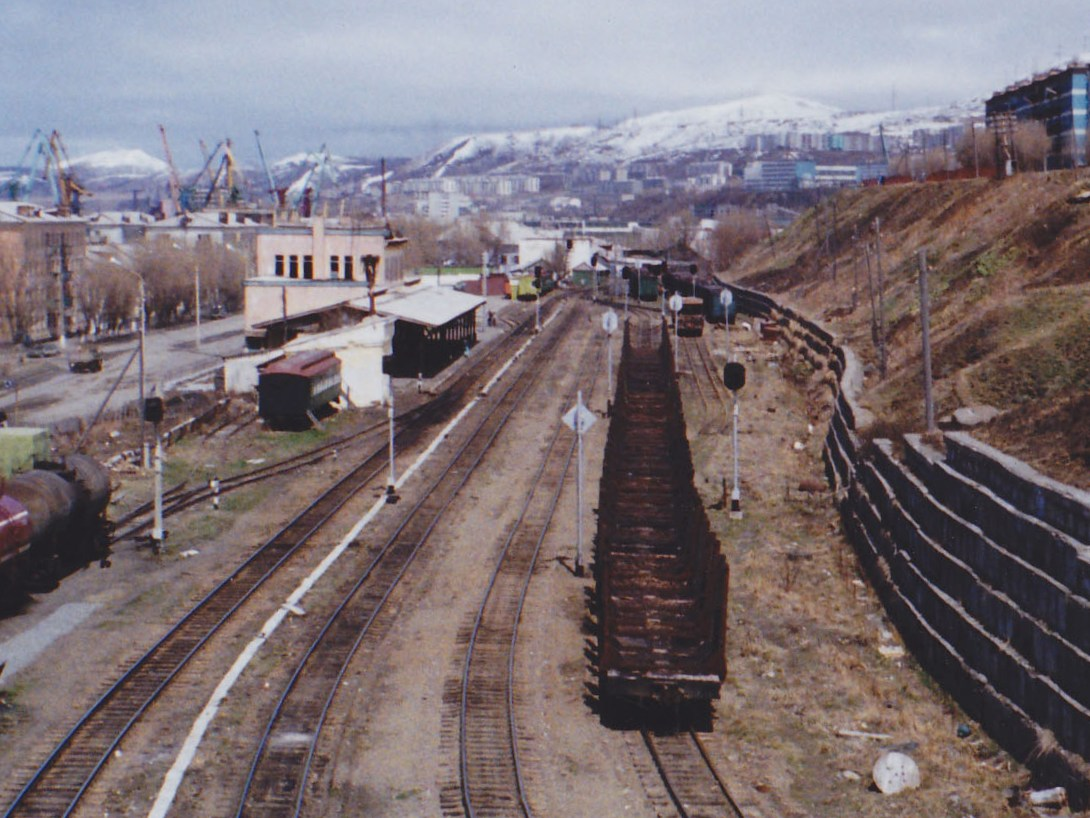
Станция Холмск-Южный в 1992 году, вид с моста в северном направлении, слева виден вокзал

Старейшая станция на участке Сахалинской железной дороги от Шахты-Сахалинской до Ильинского и одна из старейших в области. Была открыта как пассажирская станция Маока в 1918 году. Именно от неё пошла первая ветка на юго-западе острова на Хонто. До 1996 года на станции имелся деревянный железнодорожный вокзал, сооружённый в начале 1920-х годов. Ныне вокзал разобран, а на станции останавливается «летний» поезд на Николайчук. Планируется возобновление движения пассажирских поездов до станций Невельск и Шахта-Сахалинская.

## Деятельность
Основная функция станции — осуществлять транзит грузовых составов. По сути, станция Холмск-Южный является продолжением станции Холмск-Сортировочный. Через станцию, как и через станцию Холмск-Северный, проходят грузовые составы с углём, лесом, техникой, топливом, осуществляется стоянка вагонов (2 из 4 путей тупиковые), на станции базируется пожарный поезд. 
По состоянию на лето 2019 года, со станции организовано пассажирское сообщение до станций Томари и Поляково (1 раз в день ежедневно, пригородный поезд Поляково — Холмск — Томари).